# Teddy, Chano, Jan & John
Teddy, Chano, Jan & John er en country-kvartet fra Danmark.
| Musikgruppe | Spire Denne artikel om en dansk musikgruppe er en spire som bør udbygges. Du er velkommen til at hjælpe Wikipedia ved at udvide den. |